# Паторжинська-Снага Марфа Хомівна
Ма́рфа Хомі́вна Паторжи́нська-Сна́га (* 19 лютого 1899 — † 1981) — українська радянська піаністка і педагогиня, заслужена діячка мистецтв УРСР, дружина співака І. С. Паторжинського.

## Загальні відомості
Разом з чоловіком виступала в часі громадянської війни у Росії — пересувні митецькі радянські бригади на передовій. В тому часі приключився такий випадок — при виступах під Нікополем денікінці, котрі причаїлися в засідці, зачаровані їхнім співом, не стріляли, доки тривав виступ.
Родина виховувала дочок Галину та Ліду.
Протягом 1946—1981 років викладала в Київській консерваторії ім. П. Чайковського. Дала «путівку в життя» народній артистці України Л. І. Остапенко та лауреату Шевченківської премії О. М. Загребельному.